# Horvat
 Ovo je glavno značenje pojma Horvat. Za druga značenja pogledajte Horvat (razdvojba).
Horvat je hrvatsko prezime. Dolazi iz imena "Hrvat".
Po popisu pučanstva iz 2011. godine u Hrvatskoj Horvat je bilo najčešće prezime. Po popisu pučanstva 2014. godine u Sloveniji Horvat je drugo najčešće prezime a najviše je koncetrirano u Prekomurju. Postoji i mađarski oblik Horváth koji je najčešće prezime u Slovačkoj a peto najčešće u Mađarskoj.
Horvati u Hrvatskoj uglavnom su Hrvati, većim dijelom iz Čakovca, a po nekim izvorima iz Like, okolice Zagreba, Turopolja te iz Mađarske. Vrlo su rijetko Mađari (okolica Belog Manastira) te Romi (okolica Čakovca). U prošlom stoljeću relativno najviše hrvatskih stanovnika s ovim prezimenom rođeno je u gradovima Zagrebu i Čakovcu. U Hrvatskoj danas živi oko 19.900 Horvata u 8.100 domaćinstava. Sredinom prošlog stoljeća bilo ih je približno 19.200, pa je njihov broj ostao podjednak. Prisutni su u svim hrvatskim županijama, u 115 gradova i 1.249 manjih naselja, najviše u Zagrebu (3.375), Čakovcu (680), Osijeku (500), Varaždinu (445), te u Koprivnici (435).